# Борзунов, Алексей Алексеевич
Алексе́й Алексе́евич Борзуно́в (11 ноября 1943, Москва — 7 июня 2013, там же) — советский и российский актёр театра, кино и дубляжа, заслуженный артист Республики Ингушетия (2004) и заслуженный артист Российской Федерации (2005).

## Биография
Родился 11 ноября 1943 года в Москве. Родители по финансовым причинам отдали его в детский дом, но впоследствии его забрала оттуда бабушка, которая и вырастила мальчика.
Впервые попал в кино школьником в 1959 году, снявшись в фильме «Необыкновенное путешествие Мишки Стрекачёва».
В 1965 году окончил Школу-студию МХАТ (курс В. П. Маркова) и был принят в труппу театра, в 1965—1990 годах — актёр этого театра (с 1987 года — в МХАТе им. Горького). Играл Лариосика в постановке «Дни Турбиных», Андреа в «Жизни Галилея» Б. Брехта, Евгения в «Репетиторе» Г. Полонского и множество других ролей. В конце 1980-х годов был председателем профкома театра.
Снимался в кино, участвовал в постановках для грампластинок и радиоинсценировках. Много работал в качестве исполнителя аудиокниг, в числе которых «Белая гвардия», «Маленький принц», «Остров сокровищ», «Евангелие Господа и Бога и Спаса нашего Иисуса Христа», «Война миров».
Также известен благодаря своим многочисленным работам в дубляже и озвучивании фильмов. Первой работой в озвучивании был мультфильм «Приключения Хомы», который вышел в 1978 году. С конца 1980-х годов дублировал зарубежные кинофильмы и мультфильмы. Помимо Скруджа Макдака, его голосом в России говорили герои первых бразильских теленовелл, впервые попавшие на российский экран. Знаменитый голос Луиса Альберто Сальватьерра, Адольфо из сериала «Дежурная аптека», в котором он озвучил все мужские роли. Также его голосом говорил Бушрут из «Чёрного Плаща». В 1998 году был режиссёром озвучивания нескольких серий мыльной оперы «Санта-Барбара», показанных на канале РТР во время забастовки актёров петербургской компании «Русское видео — фильм».
Среди последних его работ такие фильмы, как «Индиана Джонс и Королевство хрустального черепа», «Гарри Поттер и Принц-полукровка», «Звёздный путь», «Начало», «Хоббит: Нежданное путешествие». Читал закадровый текст на телеканалах Animal Planet и Discovery Channel.
За своё умение одинаково озвучивать персонажей-мужчин и женщин, блестяще вживаться в роль, в среде своих поклонников и почитателей получил неофициальный титул «король дубляжа». Много лет сотрудничал с радиостанцией «Юность», работал на постановке цикла радиопередач. С 1997 по 2011 год работал диктором анонсов на ряде российских телеканалов, среди них — ОРТ (1997—1998), М1 (2001—2005) и «Подмосковье» (2003—2011). С 2002 по 2009 год работал диктором в документальных фильмах телекомпании «Останкино».
Часто озвучивал рекламные ролики. Также его голос звучит в аудиогидах по Москве.

### Семья
Жена — Татьяна Ивановна Борзунова (род. 3 декабря 1944 года).
Дочь — актриса кино и озвучивания Елена Борзунова (род. 29 мая 1970 года). В 1988 году сыграла секретаря прокуратуры Машу Гвоздикину в фильме «Криминальный талант» и лейтенанта Попову в охране Сталина из фильма «Ближний круг». Работала в паре вместе с отцом на закадровом озвучивании. В начале 2010-х годов эмигрировала в Данию.

### Смерть
Скончался на 70-м году жизни 7 июня 2013 года в своей квартире в Москве из-за сердечного приступа. Прощание с актёром состоялось 13 июня 2013 года в Траурном зале ЦКБ Управления делами Президента Российской Федерации. Похоронен на Хованском кладбище в Москве (северная территория, участок № 247).

## Творчество

### Роли в театре

#### МХАТ СССР имени М. Горького
- 1964 — «Зима тревоги нашей» по Дж. Стейнбеку — Аллен
- 1965 — «Дон Кихот ведёт бой» — Серебряный клоун и Юнец
- 1966 — «Вдовец» А. П. Штейна — Женя
- 1966 — «Ревизор» Н. В. Гоголя — Мишка
- 1968 — «Дни Турбиных» М. А. Булгакова — Лариосик
- 1968 — «Враги» М. Горького — Рябцев
- 1968 — «Жил-был каторжник» Ж. Ануя — Робер
- 1970 — «Село Степанчиково и его обитатели» по Ф. М. Достоевскому — Фалалей, слуга
- 1971 — «Дульсинея Тобосская» А. М. Володина — Маттео
- 1972 — «Кола Брюньон» по роману Р. Ролана
- 1972 — «Три сестры» А. П. Чехова — Родэ
- 1974 — «Ревизор» Н. В. Гоголя — Хлестаков
- 1977 — «Мятеж» по роману Д. А. Фурманова — Инвалид на тележке
- 1978 — «Репетитор» Г. Полонского — Евгений Огарышев
- 1979 — «Деньги для Марии» В. Г. Распутина — дед Гордей
- 1981 — «Волоколамское шоссе» по А. А. Беку — Фёдор Толстунов, старший политрук
- 1984 — «Попытка полёта» Й. Радичкова — Командир полицейского эскадрона
- 1986 — «Комиссия» по роману С. П. Залыгина — Игнатий

### Фильмография
- 1959 — Необыкновенное путешествие Мишки Стрекачёва — Мишка Стрекачёв
- 1961 — Друг мой, Колька! — Юра Устинов, председатель совета отряда[26]
- 1967 — Твой современник — Миша
- 1974 — Возврата нет — Константин Сухарев, инструктор райкома партии
- 1974 — Фронт без флангов — лейтенант / перебежчик Петренко
- 1976 — Розыгрыш — лейтенант милиции Малышев
- 1976 — Сибирь — пьяница (2-я серия «Тайга»)
- 1982 — Фитиль — командированный в вытрезвителе (сюжет «Ночные гости»)
- 1988 — Щенок — Гордейцев
- 1990 — Неустановленное лицо — Комаров, старший следователь
- 1988 — Это было прошлым летом — газовщик
- 1990 — Привал странников — чиновник
- 1990 — Шоколадный бунт — директор школы
- 1992 — Наш американский Боря — Юрий, бывший муж Наташи
- 1993 — Территория — дежурный в отделении милиции
- 2009 — Иностранная фамилия

#### Фильмы-спектакли
- 1970 — Заноза — Люсьен
- 1971 — День за днём — Анатолий Степанович (Толич)
- 1972 — Враги — Рябцов
- 1973 — Село Степанчиково и его обитатели — Фалалей, слуга
- 1979 — Этот фантастический мир. Выпуск 2 — Билл Сканлэн
- 1981 — Репетитор — Евгений Огарышев
- 1984 — Волоколамское шоссе — Фёдор Толстунов, старший политрук
- 1986 — На бойком месте — Пётр Мартынович Непутёвый, купец

#### Радиопостановки
- 1971 — Остров сокровищ — Джим Хокинс
- 1971 — Братья Козельцовы — Вланг
- 1975 — Территория, Куваев О. — Баклаков
- 1979 — Сердце Бонивура — Бонивур
- 1984 — Анонимный заказчик — Аникин
- 1985 — Ромео и Джульетта — Бенволио
- 1990 — Двенадцать стульев — Официант
- 2000 — Расставаясь с Москвой — от автора
- 2002 — Возмутитель спокойствия — ростовщик Джафар

### Дубляж и закадровое озвучивание

#### Фильмы
Ниже в основном представлены работы на дубляже. Фильмы, которые озвучены закадровым переводом, помечены отдельно.
- 1993 — Список Шиндлера — Ицхак Штерн (роль Бена Кингсли)[27] (дубляж творческого содружества «Ист-Вест», 1994 г.)
- 2008 — Индиана Джонс и Королевство хрустального черепа — Дин Чарльз Стэнфорт (роль Джима Бродбента)[28] (дубляж студии «Пифагор», 2008 г.)
- 2009 — Звёздный путь[28] (дубляж студии «Пифагор», 2009 г.)
- 2009 — Гарри Поттер и Принц-полукровка — Профессор Гораций Слизнорт (роль Джима Бродбента)[28] (дубляж объединения «Мосфильм-мастер» по заказу компании «Каро-премьер», 2009 г.)
- 2010 — Начало — Майлз (роль Майкла Кейна)[28] (дубляж объединения «Мосфильм-Мастер» по заказу компании «Каро-премьер», 2010 г.)
- 2012 — Хоббит: Нежданное путешествие — Балин (роль Кена Стотта)[28] (дубляж объединения «Мосфильм-Мастер» по заказу компании «Каро-премьер», 2012—2013 гг.)

#### Сериалы
- 1976—1977 — Рабыня Изаура[28] — сеньор Леонсио Алмейда (роль Рубенса ди Фалко) (с пятой серии) (дубляж Главной редакции кинопрограмм, 1988—1989 гг.)
- 1979—1980 — Богатые тоже плачут — Луис Альберто Сальватьерра (Рохелио Герра), Диего (роль Фернандо Лухана и Мигеля Палмера), Падре Адриан (роль Рафаэля Банкельса), Карлос (роль Карлоса Фернандеса) (дубляж Телевизионной студии кинопрограмм, студии кинопрограмм РГТРК «Останкино», 1991—1992 гг.)[27][28]
- 1991—1995 — Дежурная аптека — все мужские роли (закадровый перевод студии «Дубль», корпорации «Видеофильм» по заказу МНВК ТВ-6 Москва, 1994—1996 гг.)[28]

#### Мультфильмы и мультсериалы
- 1973 — Робин Гуд[29] — принц Джон (лев) / король Ричард (лев) (в дополнительной концовке роль дублировал Михаил Георгиу) (дубляж студии «Пифагор» по заказу компании «Disney Character Voices International», 1999 г. и 2006/2007 гг.)
- 1987—1990 — Утиные истории[27] — Скрудж МакДак (в части серий 1 сезона), Обжора Гавс (в серии «Нет дороги трудней, чем дорога в Ронгуэй»), Мерлин (в серии «Сэр Винт Разболтайло»), мэр Руфус (в серии «Решающая битва Зигзага»), объявляет название мультсериала, читает названия серий (дубляж Телевизионной студии кинопрограмм, 1990—1991 гг.)
- 2000—2005 — Приключения Джеки Чана[30] — капитан Августус Блэк, Тору (в части серий 2 сезона и 3 сезоне), Ратсо (в первых трёх сезонах) (дубляж Объединения «Русский дубляж» по заказу СТС, 2003—2004 гг.)

### Озвучивание

#### Мультфильмы
- 1978 — Приключения Хомы — Хома
- 1981 — Тысяча уловок — шут
- 1982 — Кто придёт на Новый год — Дрозд
- 1985 — КОАПП. Разными глазами — главный муравей
- 1985 — Кубик — Заяц
- 1985 — Пекка — Пекка
- 1985 — Рикэ-хохолок — принц Рикэ
- 1985 — Повелители молний — грек / учёный / Гальвани (в титрах не указан)
- 1986 — Банкет — гость-язвенник
- 1986 — Добро пожаловать! — Дятел / Паук
- 1986 — Каменные музыканты — иностранный путешественник / Хаммурапи (в титрах не указан)
- 1987 — Лёгкий хлеб — Волк
- 1988 — Влюбчивая ворона — Заяц
- 1988 — Узники «Ямагири-мару»
- 1989 — КОАПП. SOS КОАППу! — закадровый голос (в титрах не указан)
- 1989 — Здесь могут водиться тигры — Дрисколл
- 1990 — КОАПП. Таинственный КА… — закадровый голос (в титрах не указан)
- 1990 — Бочка — главный герой, владелец бочки
- 1990 — Невиданная, неслыханная — Юноша
- 1990 — Про добро и зло, и про длинный язык — Хачатур
- 1990 — Резвый — Резвый
- 1991 — Синица, роща и огонь
- 1991 — Иван Царевич и Серый волк
- 1991-1993 — Умная собачка Соня — читает текст / Иван Иваныч Королёв, хозяин Сони / бульдог
- 1993 — Шут Балакирев — Балакирев
- 1997, 1999 — Незнайка на Луне — Знайка (1-3 и 10-12 серии) / компьютер «Знайка-1» (3, 4, 8 и 11 серии) / компьютер «Знайка-2» (11 серия)
- 2005—2008 — Твои первые животные, В мире динозавров, Всемирная история (обучающие мультфильмы) — Дедушка
- 2005 — История любви одной лягушки — селезень
- 2010 — Вольга и султанова жена — мудрец

#### Телепередачи и документальные фильмы
- «Зелёная лампа. Евдокия Ростопчина» (1991)
- «Эльдорадо» (1-й канал Останкино, 1993—1994)
- «Самые громкие преступления XX века[англ.]» (НТВ, ТВ-6, 1994—2002)
- «Колесо истории» (РТР, ОРТ, 1996—1997) — оглашение правильных ответов в нескольких выпусках
- «Чердачок Фруттис» (ОРТ, ТВ-6, 1997—1999) — читает анонс
- «Очевидное — невероятное: XXI век» (ОРТ, РТР, «Культура», Прометей АСТ, 1997—2000)
- «Гении и злодеи уходящей эпохи» (ОРТ/«Первый канал», «Культура»): «Фридрих Ницше» (2000), «Ялмар Шахт» (2003), «Лион Фейхтвангер» (2003), «Альфред Брем» (2008), «Нико Пиросмани» (2009), «Пётр Кропоткин» (2009), «Александр Алёхин» (2011)
- «100 чудес света» (ТВ-6, 2001—2002)
- «Большой хоккей. СССР—Канада. 30 лет спустя» (ОРТ, 2002)
- Вахтанг Микеладзе. «Документальный детектив» («Первый канал», 2002—2005), «Серые цветы. 10 лет спустя» («Первый канал», 2002), «Детективные истории» («ТВ Центр», 2006—2009), «Шпионы и предатели» (ДТВ, 2007—2008), «Приговорённые пожизненно» (ДТВ, 2008—2009), «ПЛС. Пожизненно лишённые свободы» (2009—2010), «Черкесия. Чужбина» (2011), «Забытая война» (2012—2013)
- «Эврика. Самолёт, обогнавший время» (2002)
- «Странники Севера» (2004)
- «Развал. ЦРУ против СССР. Приказано уничтожить» («Первый канал», 2004)
- «Отражение. Луна: иная реальность» (REN-TV, 2004)
- «Эпикуреец из МХАТа. Владимир Белокуров» («Культура», 2004)
- «Больше, чем любовь. Вера Мухина и Алексей Замков» («Культура», 2005)
- «Вне закона» («Первый канал», 2006—2007)
- «Жестокое шоу Чарльза Линдберга» («Первый канал», 2006) — перевод иностранной речи за кадром
- «Секреты старых мастеров» («Культура», 2006)
- «Соблазнённые Страной Советов» («Культура», 2007)
- «Сто чудес света» («Радость моя», 2008) — академик Узнавайко / читает текст
- Андрей Дутов. «Заложники» (2008), «Ультиматум» (2008), «Террористы с ядерного полигона» (2009), «В прицеле — президент» (2009), «Автомат, направленный против нас» (2010)
- «1917. Судьбы» (2011)
- «Ключ-город — Смоленск» (2012)
- «Великое Сражение Северной войны: Полтава. Самсон и лев» (2012)

#### Другое
- Аудиогиды по Тверской улице и Остоженке
- Аудиокниги

## Награды и звания
- Заслуженный артист Российской Федерации (3 апреля 2005 года) — за заслуги в области искусства[31].
- Заслуженный артист Республики Ингушетия (17 февраля 2004 года) — за большие заслуги в области кино и телевидения[2].